# Biblia Elżbietańska
Biblia Elżbietańska (ros. Елизаветинская Библия) – autoryzowane wydanie Biblii w przekładzie cerkiewnosłowiańskim, wydane za panowania Elżbiety Romanowej w 1751 roku. 

## Tłumaczenie za cara Piotra I Wielkiego
W 1712 roku na mocy dekretu cara Piotra I Wielkiego rozpoczęto pierwsze prace nad nowym cerkiewnosłowiańskim przekładem. Te prace polegały na przeredagowaniu i uwspółcześnieniu Biblii ostrogskiej, co trwało 7 lat. Stary Testament bazował na Kodeksie Aleksandryjskim z Poligloty londyńskiej Briana Waltona (1657), korzystano też z Kodeksu Watykańskiego w oparciu o wydanie Septuaginty Sykstusa V (Rzym 1587). 4 Księga Ezdrasza została przetłumaczona z Wulgaty, natomiast Nowy Testament bazował na greckim tekście.
Po kolejnych poprawkach wprowadzonych przez metropolitę Stefana (Jaworskiego), Świątobliwy Synod Rządzący zatwierdził zmiany i w 1724 roku tekst był gotowy do druku. W związku z tym Piotr I Wielki wydał Świętemu Synodowi ustne rozporządzenie o porządku wydawania Biblii. Czynności te zostały przerwane wraz ze śmiercią władcy (1725).

## Praca po śmierci Piotra I
W 1735 Synod postanowił wznowić wydanie przenosząc druk z Moskwy do Petersburga. Postanowiono wydrukować stary tekst wstawiając u dołu notatki. Wtedy odkryto, iż tekst ostatnich tłumaczy opierał się nie tylko na greckim tekście. Kierując się propozycją archimandryty Teofana (Prokopowicza) Synod zlecił tłumaczowi Bazylowi Kozłowskiemu wraz z pomocnikami pod kierownictwem archimandryty ławry Aleksandra Newskiego Stefana (Kalinowskiego) prace nad istniejącym tekstem. Tekst mieli poprawić według Septuaginty, a ten, który był zgodny z Septuagintą mieli zostawić; gdy tekst był niejasny, mogli posiłkować się tekstem masoreckim. 
Drukowanie trwało w latach 1736–1738 i zakończono je na Księdze Tobiasza. Przyczyną przerwy były różnice w tekście. Słowiański przekład Księgi Tobiasza i Judyty oparto na Wulgacie, która de facto wyraźnie różni się od Septuaginty. Archimandryta Tadeusz (Kokujłowicz) i mnich Cyryl (Flironski) przetłumaczyli te księgi z greki, natomiast 3 Księgę Ezdrasza z łaciny.

## Dalsze prace za Elżbiety Romanowej
Synod postanowił sprawdzić całość jeszcze raz przed wydrukiem, co trwało 2 lata od 1741. W następnym roku Elżbieta Romanowa wydała dekret o przyspieszeniu prac nad uwspółcześnieniem cerkiewnosłowiańskiego przekładu w oparciu o Septuagintę. Synod stwierdził, że przekładu nie należy dokonywać w oparciu o jeden tylko tekst. Poprosił więc cesarzową o pozwolenie skorzystania z Biblii hebrajskiej i przekładów na język syryjski i łaciński. Powstała nowa komisja pod kierownictwem arcybiskupa moskiewskiego Józefa i archimandryty monasteru Nowe Jeruzalem Hilariona (Gregorowicza), która się rozpadła.
W 1747 roku powstała nowa komisja, w skład której weszli prefekt Kijowskiej Akademii Duchownej mnich Warłaam (Laaszewski) i wykładowca filozofii w Kijowskiej Akademii mnich Gedeon (Słonimski). Dokonali oni poprawy starej wersji i 10 września 1750 roku zakończyli przygotowania do druku. Biblia Elżbietańska została wydana 18 grudnia 1751 roku. Drugie wydanie ukazało się w 1756 roku.
Przekład Elżbietański po dziś dzień pozostaje oficjalną Biblią Rosyjskiego Kościoła Prawosławnego w liturgii. Pierwszym przekładem Biblii w języku rosyjskim przeznaczonym do użytku prywatnego był Przekład synodalny wydany w latach 1867–1876.